# وی. اس. نایپل
سِر ویدیادار سوراجپراساد نایپل (به انگلیسی: Sir Vidiadhar Surajprasad Naipaul) (زاده ۱۷ اوت ۱۹۳۲ – درگذشته ۱۱ اوت ۲۰۱۸) که بیشتر با نام وی. اس. نایپل شناخته می‌شود رمان‌نویس و مقاله‌نویس ترینیدادی-بریتانیایی با ریشه هندی بود. وی در طول زندگی ادبی خویش بیش از ۳۰ کتاب نوشت. او در سال ۱۹۷۱ برنده جایزه ادبی من بوکر و در سال ۲۰۰۱ برنده جایزه نوبل ادبیات شد.
رمان‌های خانه‌ای برای آقای بیسواس و خم رودخانه مهمترین نوشته‌های وی هستند که هر دو به زبان فارسی بازگردانی شده‌اند. در سال ۲۰۰۸ نویسنده‌ای به نام «پاتریک فرنچ» نخستین زندگی‌نامه معتبر نایپل را با نام دنیا همین است که هست نوشت.
نایپل دو بار در سال‌های ۱۳۵۸ و ۱۳۷۶ به ایران سفر کرده‌است.

## زندگی و تحصیل
نایپل در ۱۷ اوت ۱۹۳۲ در چاگواناس بزرگترین شهر کشور ترینیداد و توباگو در خانواده‌ای هندی‌تبار به دنیا آمد. پدربزرگ او به عنوان خدمتکار از هندوستان به ترینیداد کوچ کرده بود. شش‌ساله بود که با خانواده‌اش به پرت آو اسپاین نقل مکان کرد. در سال ۱۹۵۰ پس از پایان دوره دبیرستان، نایپل که برنده جایزه کمک‌هزینه تحصیلی شده بود دانشگاه آکسفورد را انتخاب کرد و به انگلستان رفت. در زمانی که دانشجو بود از اختلال افسردگی عمده رنج می‌برد و اقدام به خودکشی کرد.
نایپل در آکسفرد با «پاتریشیا هیل» آشنا شد و در ۱۹۵۵ با او ازدواج کرد. پاتریشیا هیل، در سال ۱۹۹۶ درگذشت و او در همان سال با نادره خانم علوی خبرنگار پاکستانی ازدواج کرد.

## زندگی حرفه‌ای
نایپل نخست رمان خود را با نام خیابان میگل نوشت که در ۱۹۵۹ منتشر شد.
او نخستین رمان‌اش را در آکسفورد در هنگام تحصیل نوشت اما موفق به انتشار آن نشد. در سال ۱۹۵۴ پس از پایان تحصیلاتش در نگارخانه ملی لندن به عنوان فهرست‌بَردار مشغول به کار شد. رمان مشت‌مال‌چی عارف را در سال ۱۹۵۵ (میلادی) منتشر کرد اما توفیقی به دست نیاورد.

## سفر به ایران
وی‌اس نایپل دو سفر به ایران داشته‌است. او در کتابی با نام در میان مومنان؛ سفری اسلامی دیده‌های خود از انقلاب ۱۳۵۷ ایران را نوشت. پس از سفر دوم، چاپ تازه‌ای از کتاب را با تجربه‌های سفر تازه‌اش منتشر کرد. او در این کتاب علاوه بر ایران روایت سفرهای خود به پاکستان، مالزی و اندونزی را هم بیان کرد.

در سال ۱۳۵۸ (خورشیدی) کوتاه‌مدتی پس از پیروزی انقلاب ایران در سفر نخست خود با صادق خلخالی، گفتگو کرد که حکم اعدام بسیاری از مخالفان و مقام‌های دودمان پهلوی را در همان نخستین روزهای پس از پیروزی انقلاب صادر کرده بود. او در وصف صادق خلخالی می‌نویسد:
"آیت‌الله سفیدپوش بود و تاس و خیلی قدکوتاه، روحانی ریزه‌میزه‌ای با لباسِ نامرتب. شاید به‌خاطر جثهٔ کوچکش بود که دوست داشت شوخی کند. شوخی‌هایش در موردِ اعدام بود و بعدِ هر شوخی هم جمع دور و برش خودشان را از خنده روی زمین پرت می‌کرد. ضمناً این را هم دوست داشت که ناگهان و بی‌دلیل شوخی را قطع کند و چهره در هم بکِشد و جدی و خشن شود ــ اخلاقی که شاید از کارِ اعدام کردنش می‌آمد."
نایپل در بهار سال ۱۳۷۶ (خورشیدی) بار دیگر به ایران سفر کرد. فرج سرکوهی در کتاب خود اشاره می‌کند در سفر نایپول، دولتی‌ها اجازه نمی‌دادند تا نویسندگان مستقل با او دیدار کنند ولی او از فرصتی استفاده می‌کند و برای دیدار با مترجم کتابش، «هند تمدن مجروح»، به اصفهان می‌آید و احمد میرعلائی در این نشست و برخاست چند روزه تصویری واقعی و متفاوت با گفتار دولتیان به نیپول ارائه می‌دهد که در ذهنیت نیپول و گزارشش از سفر ایران تأثیر تعیین کننده‌ای می‌گذارد. بسیاری ملاقات میرعلائی با او را از دلایل خشم نیروهای امنیتی و قربانی قتل‌های زنجیره‌ای شدن میرعلایی می‌دانند.

## درگذشت
وی. اس. نایپل در ۱۱ اوت ۲۰۱۸ در سن ۸۵ سالگی در خانه‌اش در لندن درگذشت.

## جایزه‌ها
- او یکی از نخستین برندگان جایزه ادبی من بوکر برای کتاب در کشوری آزاد در سال ۱۹۷۱ (میلادی) بود.[۷]

نایپل در سال ۲۰۰۱ برندهٔ جایزه نوبل ادبیات شد. آکادمی سوئد اعلام کرد که جایزهٔ نوبل به دلیل «داشتن چشم‌اندازی پیوسته در روایت و موشکافی بدون نقص در آثارش که خواننده را به درک ملت‌های سرکوب شده در تاریخ سوق می‌دهد» به نایپل داده شده‌است.
- نایپل مقام سلحشوری را در ۱۹۸۹[۱۰]
- دریافت جایزه دیوید کوهن در سال ۱۹۹۳ [۱۱]